# Ehrharta calycina
Ehrharta calycina é uma espécie de planta com flor pertencente à família Poaceae. 
A autoridade científica da espécie é Sm., tendo sido publicada em Plantarum Icones Hactenus Ineditae 33. 1789.

## Portugal
Trata-se de uma espécie presente no território português, nomeadamente em Portugal Continental.
Em termos de naturalidade é introduzida na região atrás indicada.

## Protecção
Não se encontra protegida por legislação portuguesa ou da Comunidade Europeia.